# Retta jezik
Retta jezik (ISO 639-3: ret), transnovogvinejski jezik s juga otoka Pura (zaljev Kalabahi) i juga otoka Ternate u Indoneziji (Mali sundski otoci).
Nije razumljiv jezicima sa sjevernog dijela otoka Pura. Zajedno s još 5 jezika blagar [beu], lamma [lev], nedebang [nec], tereweng [twg] i tewa [twe] klasificira se pantarskoj podskupini, skupini alor-pantar. Broj govornika nije poznat

## Vanjske poveznice
- Ethnologue (14th)
- Ethnologue (15th)